# Куракоа (вулкан)
Куракоа — підводний вулкан, розташований на південь від рифу Куракоа на півночі Тонги. Риф розміщується за 24 фути на північ від Тафахі на островах Ніуас. Виверження спостерігалися в 1973 і 1979 роках з двох окремих жерл. Виверження 1973 року утворило велику кількість дацитової пемзи (індекс вулканічної вибуховості (VEI) 3).

## Дивіться також
- Список вулканів Тонга